# Cyril Lemoine
Cyril Lemoine (Tours, 3 marzo 1983) è un ex ciclista su strada francese. Professionista dal 2005 al 2022, nel 2014 ha indossato la maglia a pois al Tour de France.

## Palmarès
- 2004 (Crédit Agricole Espoirs)

3ª tappa Tour du Tarn-et-Garonne

### Altri successi
- 2006 (Crédit Agricole)

Classifica giovani Giro di Lussemburgo
- 2012 (Saur - Sojasun)

Classifica a punti Boucles de la Mayenne

## Piazzamenti

### Grandi Giri
- Tour de France

2009: 140º
2012: 136º
2013: 112º
2014: 110º
2016: 137º
2017: 128º
2021: ritirato (1ª tappa)
2022: 112º
- Vuelta a España

2006: 134º
2008: 100º
2015: 61º

### Classiche monumento
- Milano-Sanremo

2015: 54º
2016: ritirato
2017: 164º
2018: 148º
2019: 75º
2020: 78º
- Giro delle Fiandre

2005: ritirato
2006: ritirato
2007: ritirato
2009: 52º
2014: 48º
2015: 124º
2017: ritirato
2018: 103º
2019: 92º
2020: 56º
2021: 46º
2022: 70º
- Parigi-Roubaix

2005: ritirato
2006: ritirato
2009: 79º
2010: 55º
2011: 79º
2013: 77º
2014: ritirato
2015: ritirato
2016: 109º
2017: ritirato
2018: 88º
2019: 54º
2021: 59º
2022: 66º

### Competizioni mondiali
- Campionati del mondo

Hamilton 2003 - In linea Under-23: 91º
Limburgo 2012 - Cronosquadre: 32º
Richmond 2015 - In linea Elite: 100º
Doha 2016 - In linea Elite: ritirato